# カルメラ (テレビドラマ)
『カルメラ』（タガログ語: Carmela: Ang Pinakamagandang Babae sa Mundong Ibabaw）は、フィリピンのテレビドラマ。GMAネットワークで2014年1月27日から5月23日まで放送された。

## 登場人物
カルメラ・フェルナンデス / カタリーナ・ブローン
演：マリアン・リベラ
サンティアゴ「ヤゴ」トレス・フローレス
演：アルデン・リチャーズ